# Caterpillar D9

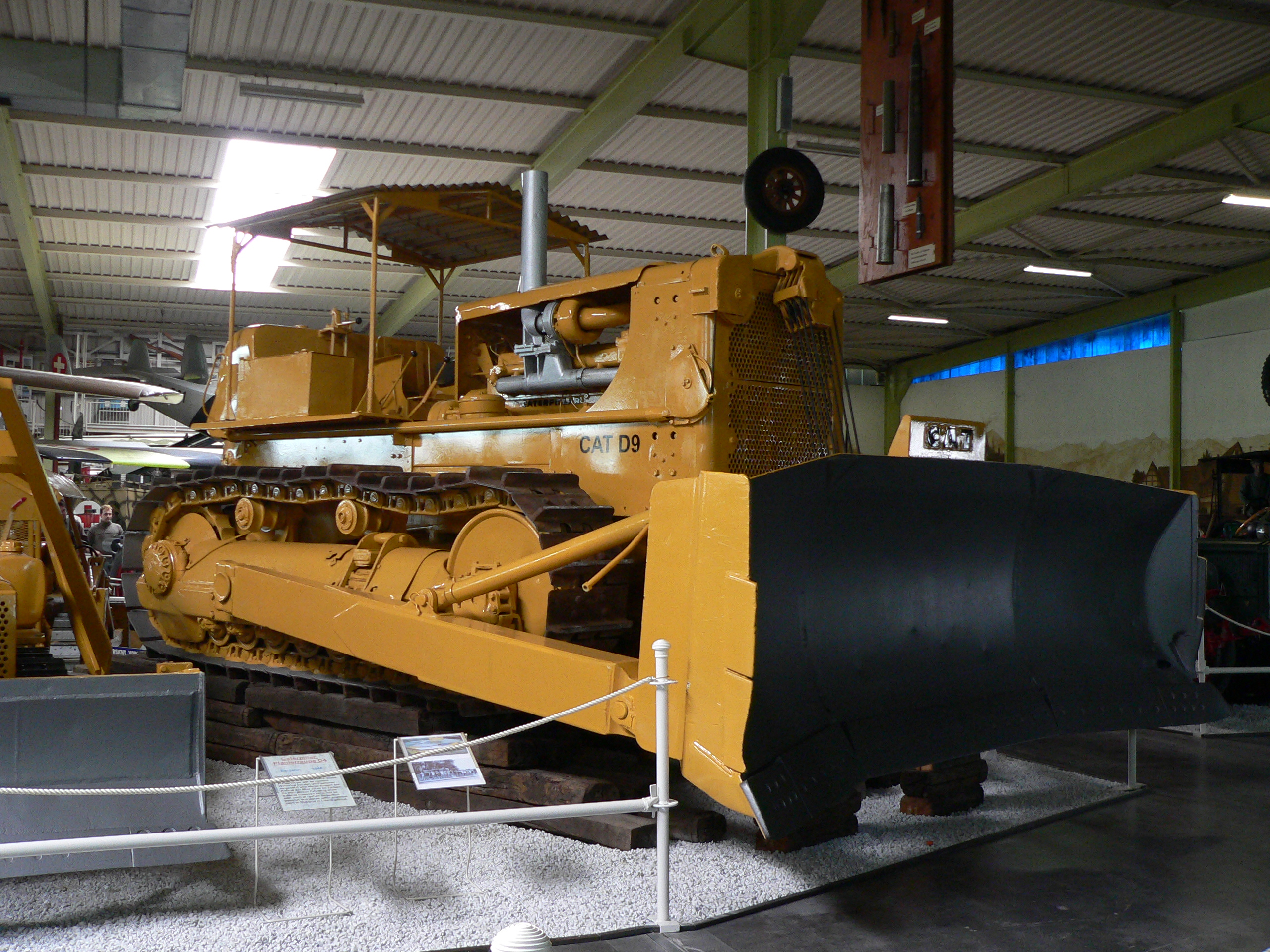
Ранняя модель D9

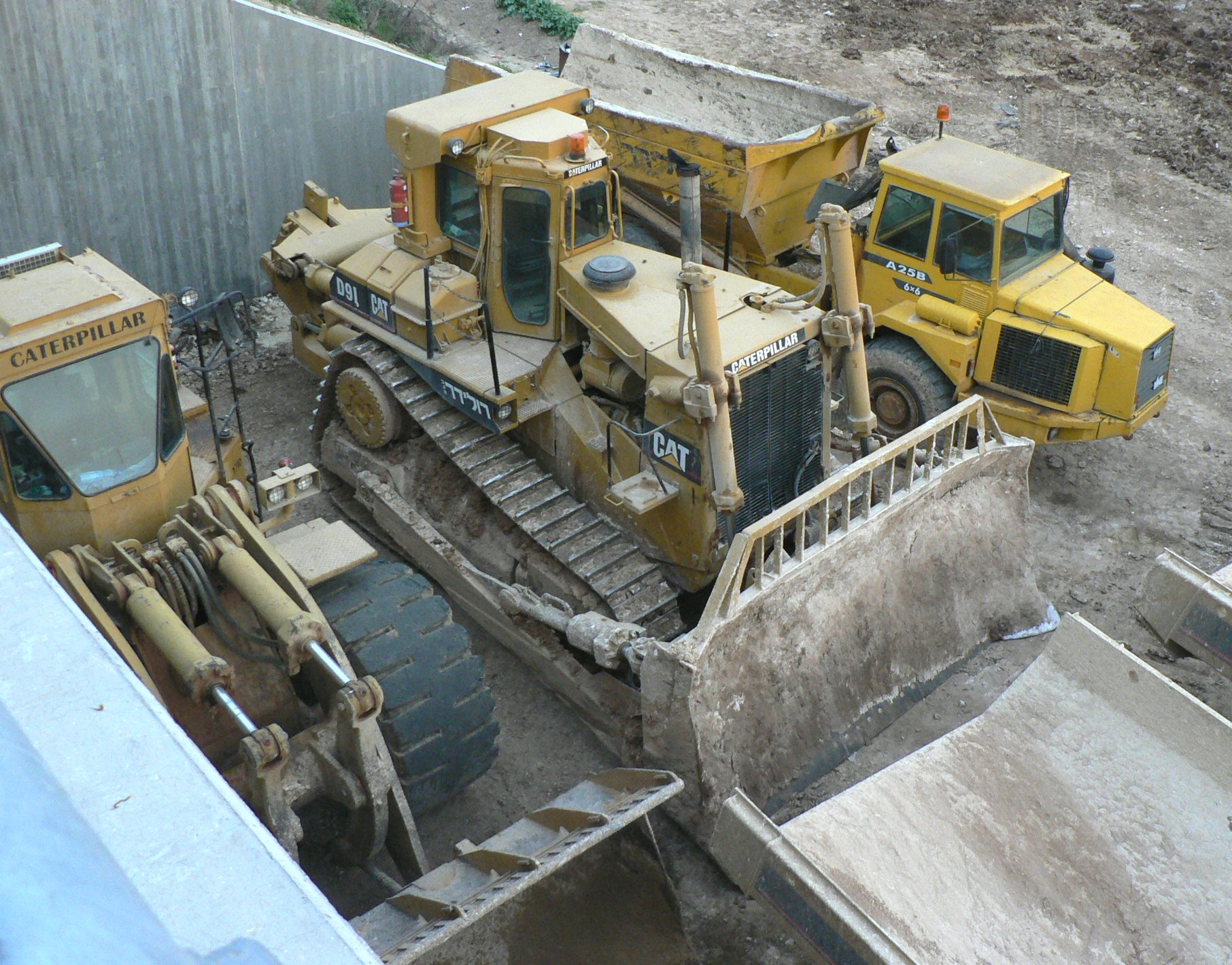
CAT D9L, первая модель D9 с высокорасположенным приводом.

Caterpillar D9 — тяжёлый трактор на гусеничном ходу, разработанный и производимый компанией Caterpillar Inc.. 
Первые модели были представлены в 1954 году. Бульдозер на данном тракторе сразу завоевал симпатии многих строительных фирм со всего мира — он был мощным, надёжным и работоспособным. Хотя существуют различные конфигурации, обычно D9 выпускается как бульдозер со сменным грейдером и присоединяемым задним рыхлителем. D9 развивает мощность 354 кВт (474 л. с.) и имеет рабочий вес 49 тонн. Это один из тяжелейших гусеничных тракторов Caterpillar, имеющих вес от 8 тонн (D3, 57 кВт) до 104 тонн (D11, 698 кВт). Размер, прочность, надёжность и низкие эксплуатационные расходы сделали D9 одним из самых популярных гусеничных тракторов, наряду с Komatsu D275A.

## Использование в военных целях
D9R — самый современный бронированный бульдозер, находящийся на вооружении армии Израиля. Этот бульдозер массой в 71.5 тонн приводится в движение двигателем в 474 л.с. Экипаж состоит из двух человек — водителя и командира.
В 1960-х годах бульдозеры D9 применялись многими строительными фирмами Израиля. На момент Суэцкого кризиса армия Израиля испытывала недостаток в инженерных машинах и она быстро изъяла гражданские бульдозеры для армейских нужд. D9 использовались для проделывания проходов в заграждениях, создания укреплённых позиций и для расчистки обломков и развалин. Во время операции Мир Галилее эти бульдозеры действовали уже на передовой, расчищая препятствия, занимаясь разминированием и прокладывая дороги. Во время операции израильские войска быстро поняли то, что небронированные машины легко выводятся из строя огнём снайперов и фугасными минами. Для предотвращения потерь личного состава была запущена программа по бронированию бульдозеров.
Контракт на разработку броневого покрытия для армейских бульдозеров получили Israel Weapon Industries и Israel Aerospace Industry. Первоначально броня защищала только кабину и такие важные узлы, как гидравлика и моторный отсек. В 2000 году на вооружение был принят новый D9R. Для него было разработано и новое бронирование — дополнительно 15 тонн брони, что довело массу машины до 65 тонн. Таким образом, у бульдозера с такой бронёй оставалась только одна серьёзная угроза — кумулятивные противотанковые ракеты. Для противодействия этой угрозе, особенно РПГ — самому распространённому противотанковому оружию в руках палестинских террористов, компания Israel Aerospace Industry разработала противокумулятивный экран Sulamot, который даже выиграл награду наземного командования армии обороны Израиля.
Эти изменения и дополнения сделали бульдозер очень эффективным, и бульдозер широко применялся во время последующих конфликтов. К примеру, многие машины использовались на передовой, занимаясь под мощным огнём противника эвакуацией повреждённых машин (включая эвакуацию танков) или даже для прямого проезда сквозь дома, занятые бойцами «Хамас» или «Хизбаллы». Эта тактика проезда бульдозером, получившая название «Nohal Sir Lachatz» (скороварка), была разработана для минимизации потерь среди солдат, так как боевики «Хамас» или «Хизбаллы» часто прятались внутри зданий, откуда они стреляли практически в упор по израильским военным. Тактика появилась после того, как во время одной из наземных операций, из-за засевших в доме террористов погибли 13 израильских солдат, и командованию пришло в голову вызвать два или три армейских бульдозеров для того, чтобы сровнять опасные дома с землёй. Палестинские боевики вскоре обнаружили то, что остановить из переносного оружия несущийся на тебя армейский бульдозер с поднятым отвалом практически невозможно. Имея только две возможности — быть похоронёнными под развалинами или сдаться, большинство предпочитало сдаться. Так погиб во время одной из таких операций палестинский террорист Махмуд Тавалбе, который пытался прикрепить бомбу к проезжающему мимо дома танку, был замечен экипажем бульдозера, после чего бульдозер разрушил дом и похоронил террориста под обломками. Проезд бульдозеров сквозь дом используются также в мирное время для сноса домов, что является противоречивой практикой, так как иногда может приводить к людским жертвам (так погибла американская активистка Рэйчел Корри — защищая дом своего друга).
Эти бульдозеры также нашли себе применение в другой грязной и очень опасной работе — разминирование фугасных мин и СВУ (Самодельное взрывное устройство). Бульдозеры оказались очень неплохи в этой работе — их броня делает их почти неуязвимыми для взрывчатки (один бульдозер выжил после взрыва заряда мощностью в 500 кг в тротиловом эквиваленте). Для более опасной работы Армия обороны Израиля получила бульдозеры с дистанционным управлением (D9N), получившие название Raam HaShachar (рассветный гром). Израильские бронированные бульдозеры оказались настолько эффективными, что морская пехота США закупила несколько комплектов брони для своих D9 и использовала их в Ираке.
Несмотря на своё боевое предназначение, эти бронированные бульдозеры находят применение и в мирное время, например, во время тушения пожара на горе Кармель эти бульдозеры благодаря своему бронированию смогли проникнуть в эпицентр пожара. Тогда они использовались для засыпания очагов возгорания и создания заградительных полос.
Смертоносный и эффективный D9R, несмотря на некоторую неэтичность своего применения, останется на службе ещё многие годы. Иронично, но инженеры Армии обороны Израиля дали бульдозеру имя Дуби («דובי»), что на иврите означает плюшевый медвежонок.
Армия США использовала D9 для расчистки леса во время войны во Вьетнаме, но после войны они были заменены на более лёгкие и дешёвые бульдозеры Caterpillar D7G. Бульдозеры D7G всё ещё широко распространены в инженерных войсках, но всё больше нарастает потребность заменить лёгкие D7G более новыми и бронированными D9.

## Первые модели

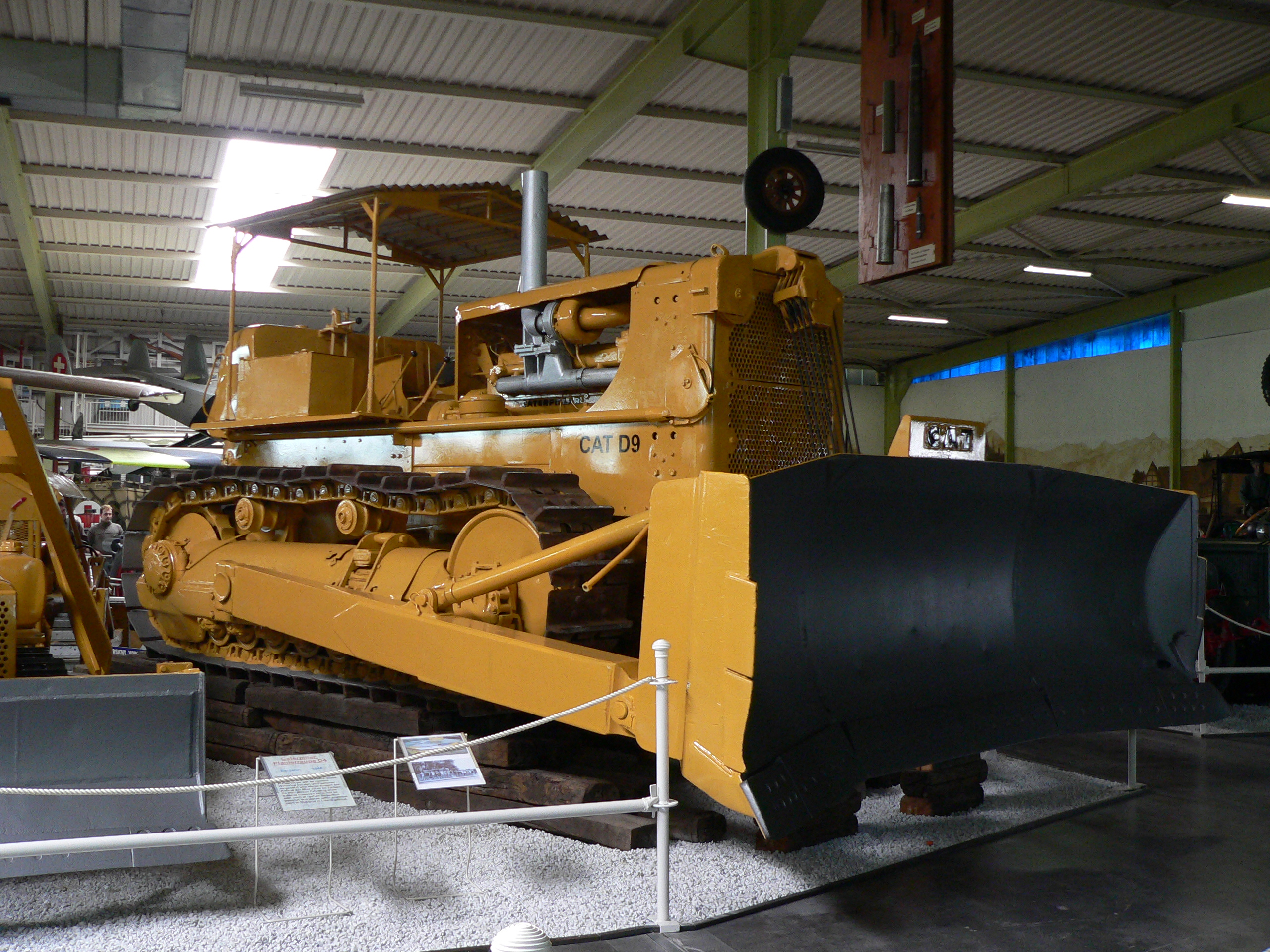

## Caterpillar D9L

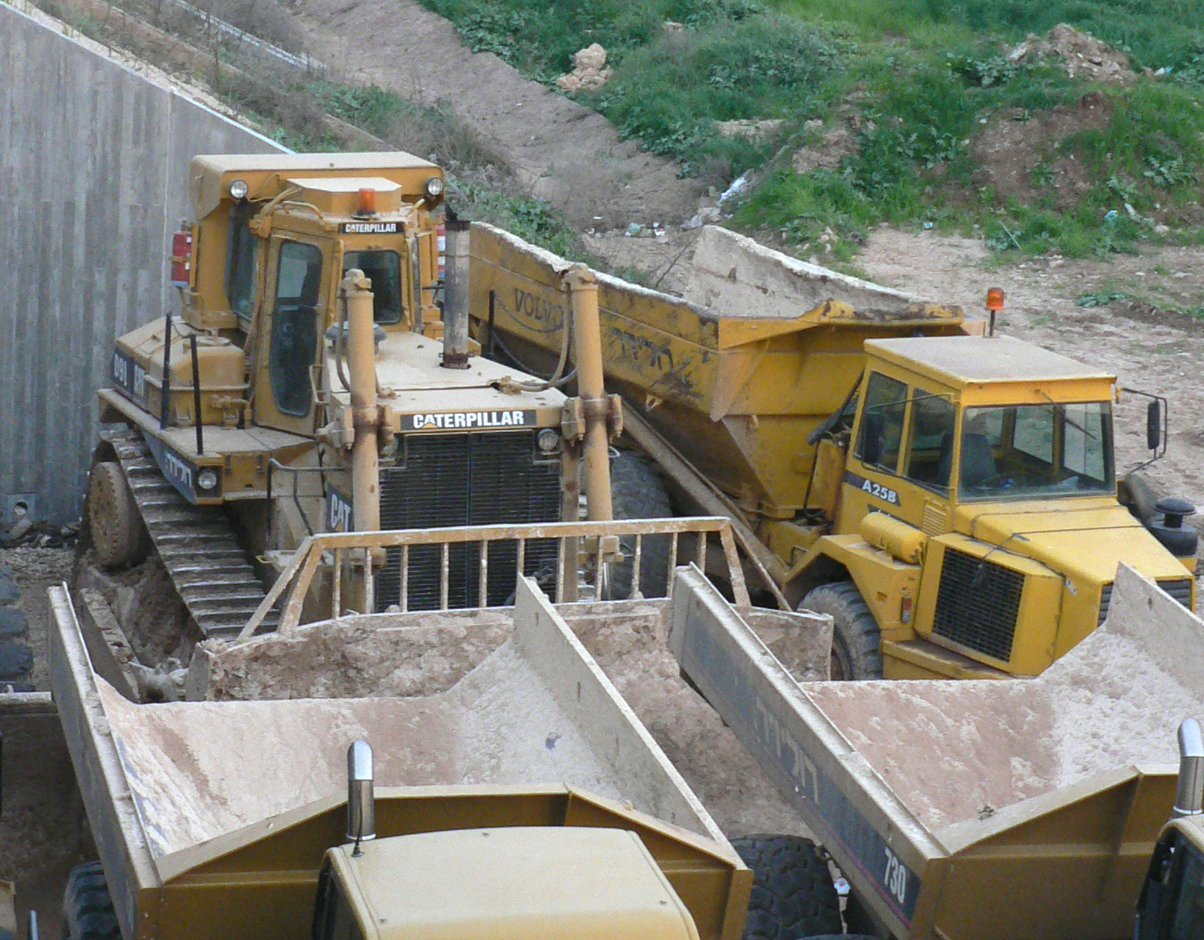
CAT D9L
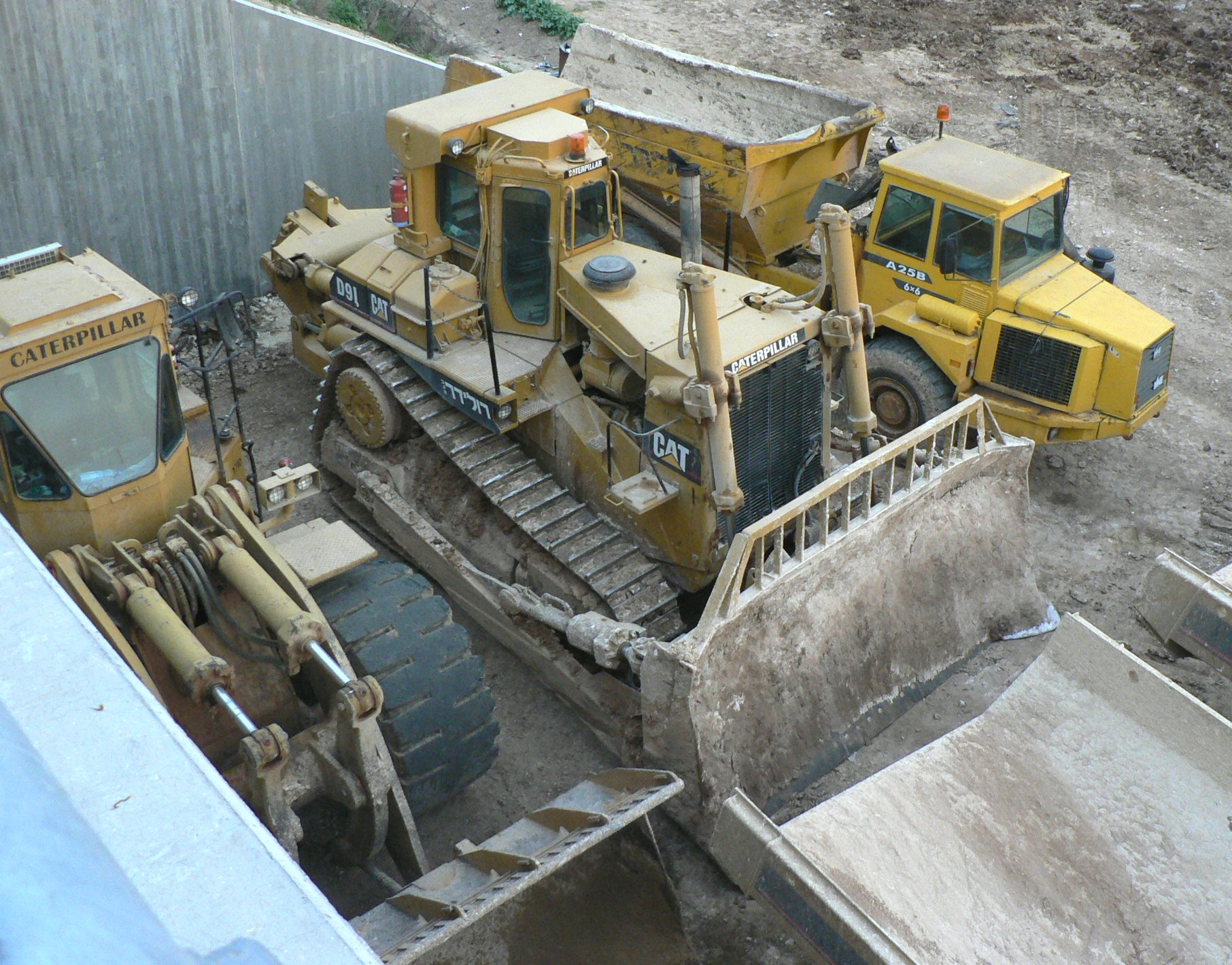
CAT D9L
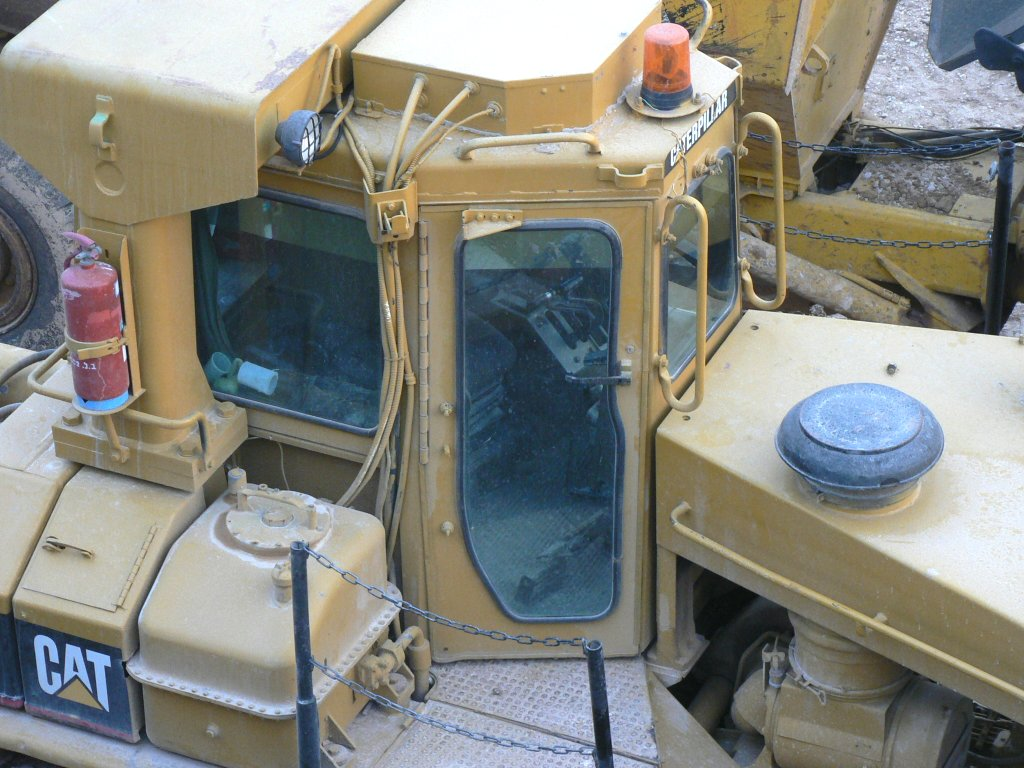
CAT D9L (кабина)
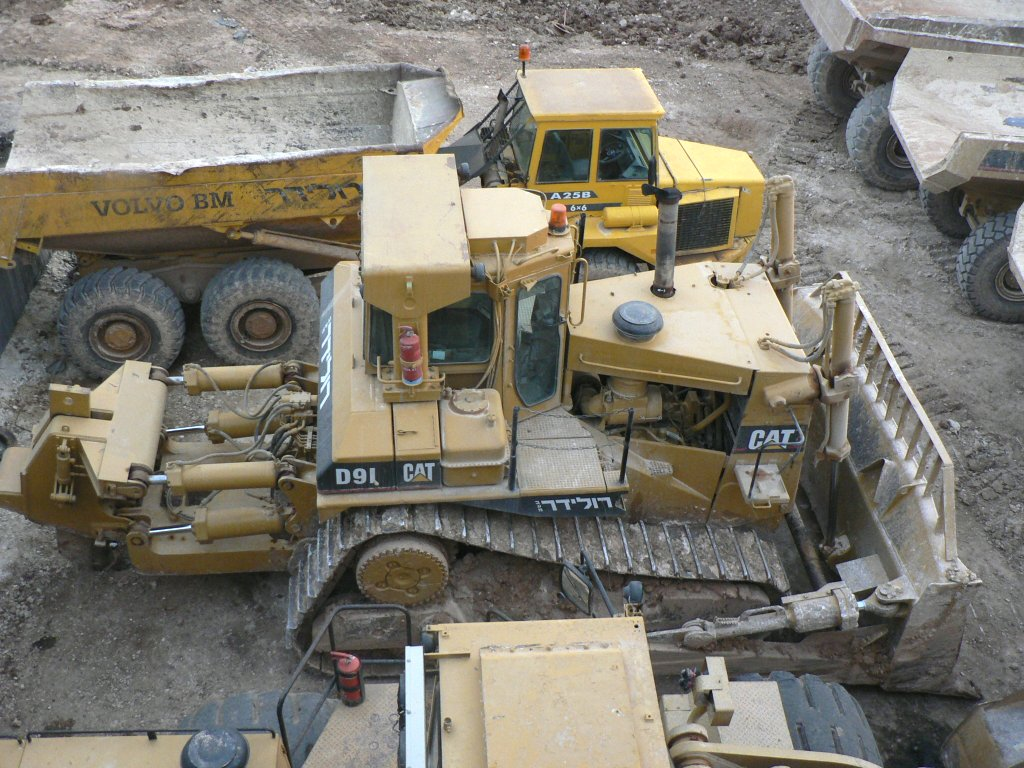
CAT D9L
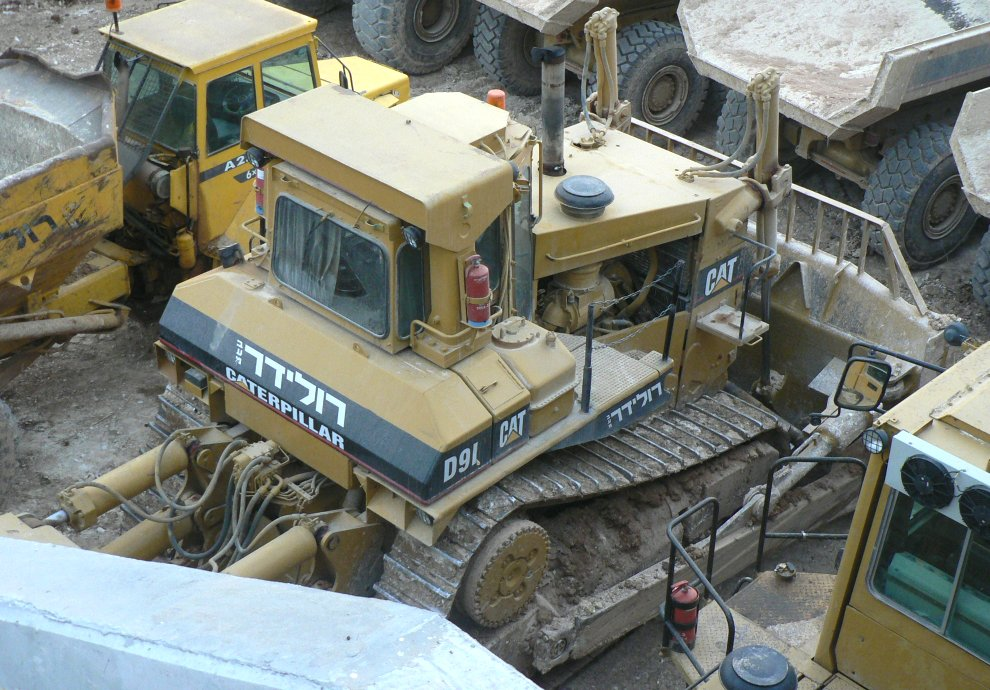
CAT D9L

### Израиль

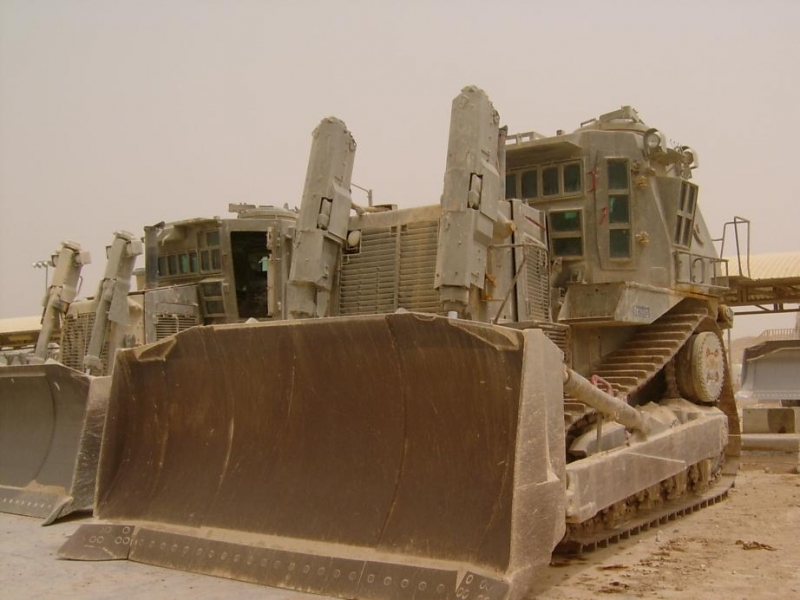
Бронированные бульдозеры D9L (справа) и D9N (слева) Армии обороны Израиля
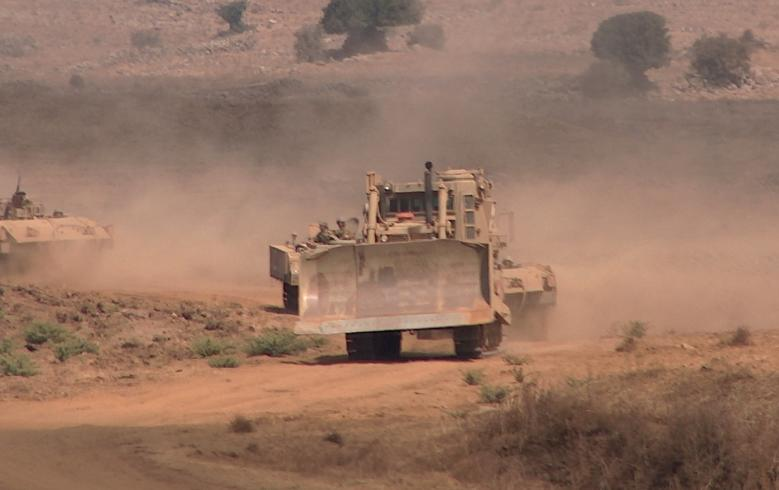
Бронированный D9L АОИ
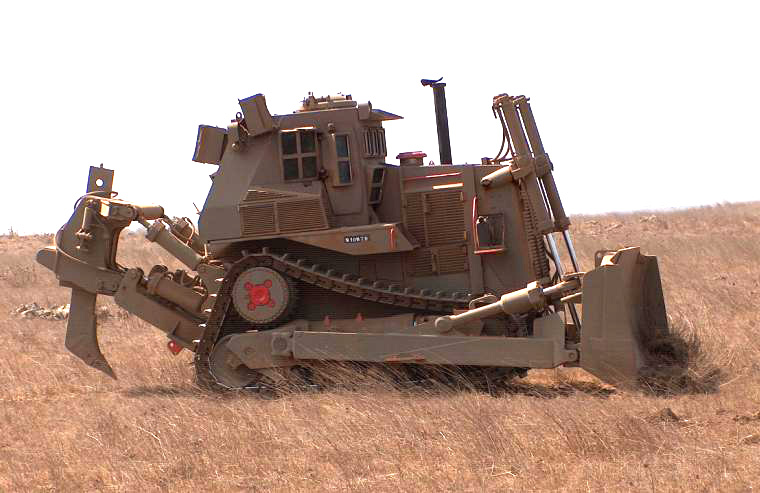
Бронированный D9L АОИ
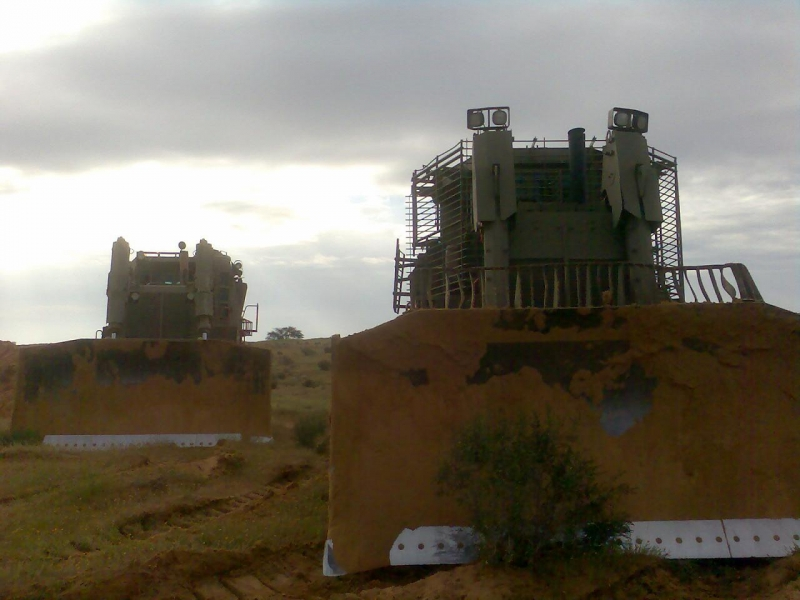
Бронированные D9L (слева) и D9R (справа) АОИ

## Caterpillar D9N

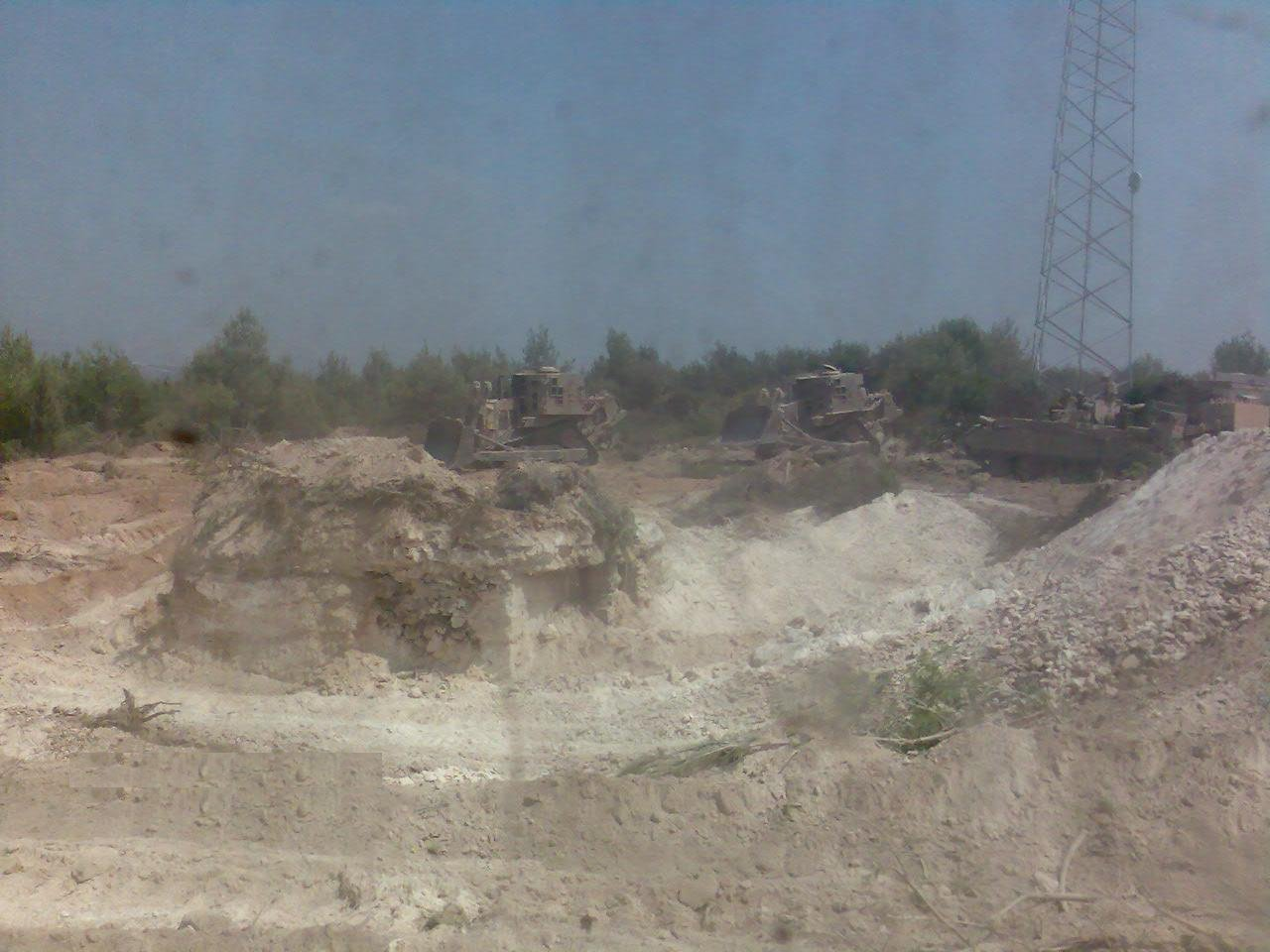
Бронированный D9N АОИ
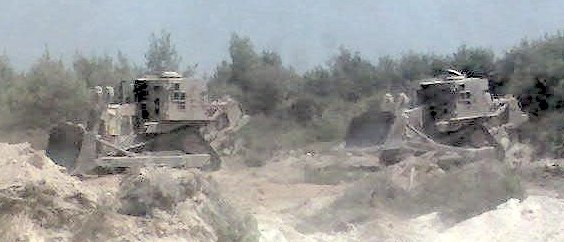
Бронированный D9N АОИ
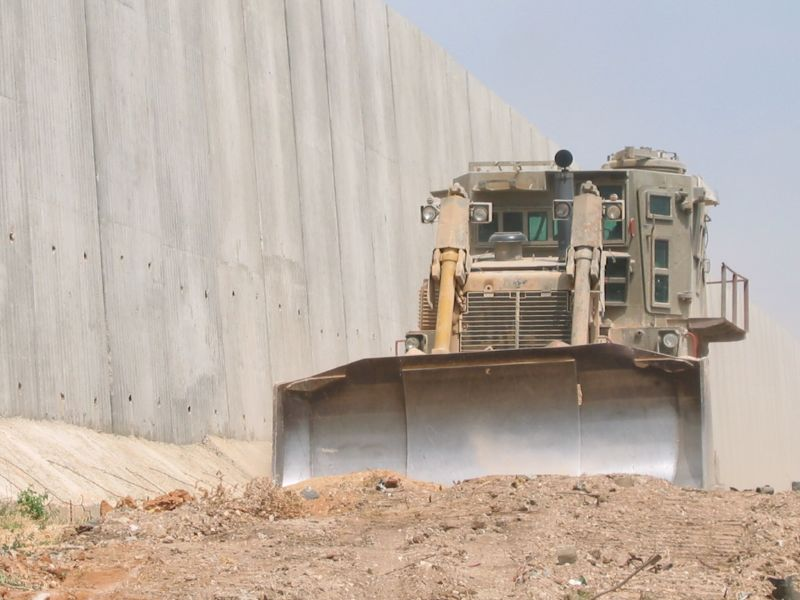
Бронированный D9N АОИ
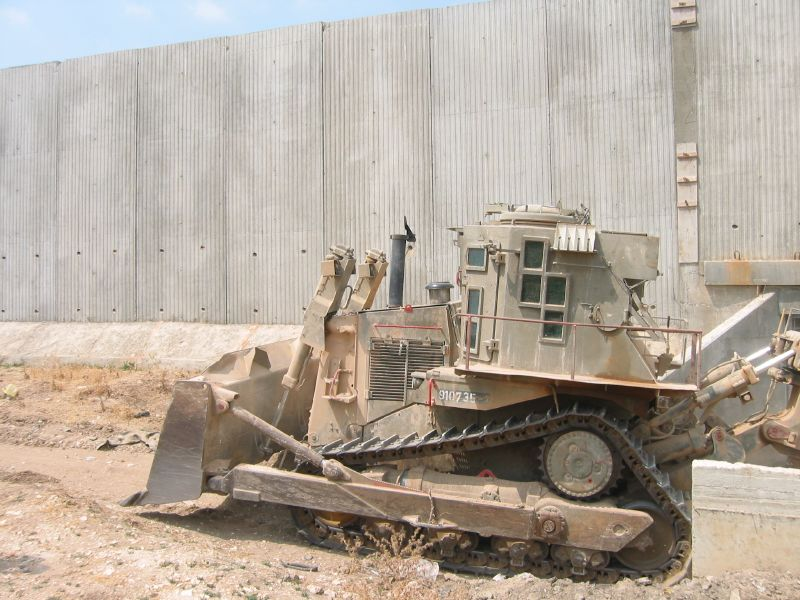
Бронированный D9N АОИ
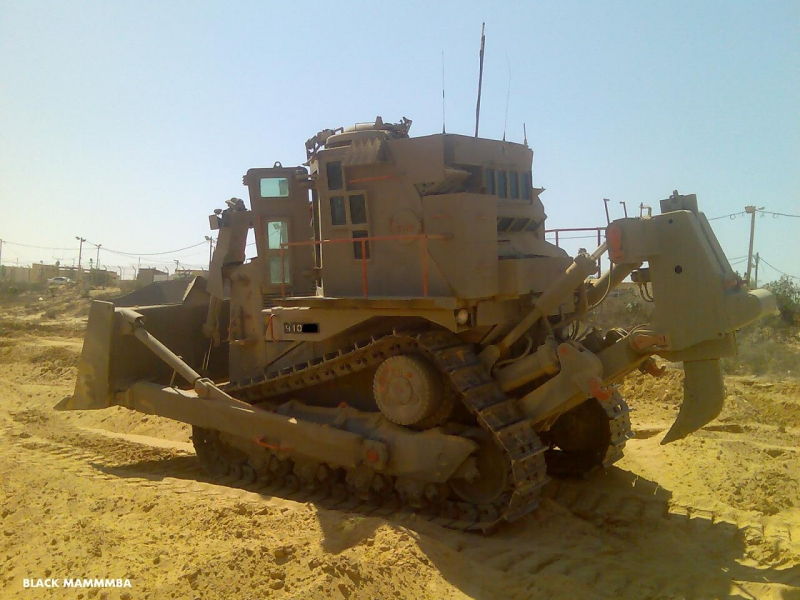
Raam Hashachar (Dawn thunder - Гром на рассвете?), дистанционно-управляемый D9N используемый спецназом инженерных войск АОИ Яалом
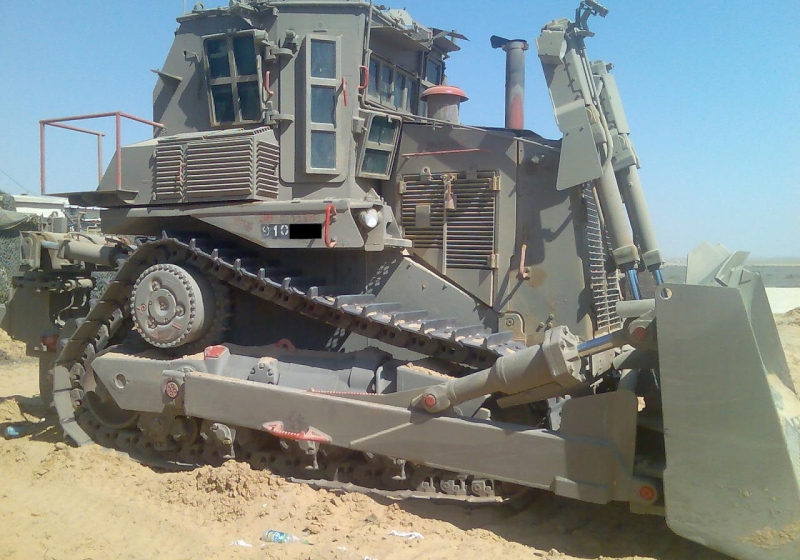
Raam Hashachar (Dawn thunder - Гром на рассвете?), дистанционно-управляемый D9N используемый спецназом инженерных войск АОИ Яалом

## Caterpillar D9R

### Израиль

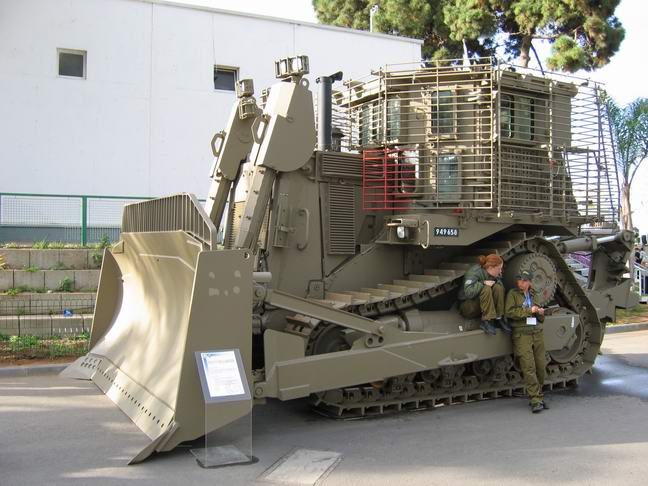
Бронированный D9R АОИ с навешенной защитой от кумулятивных выстрелов, на выставке LIC 2005
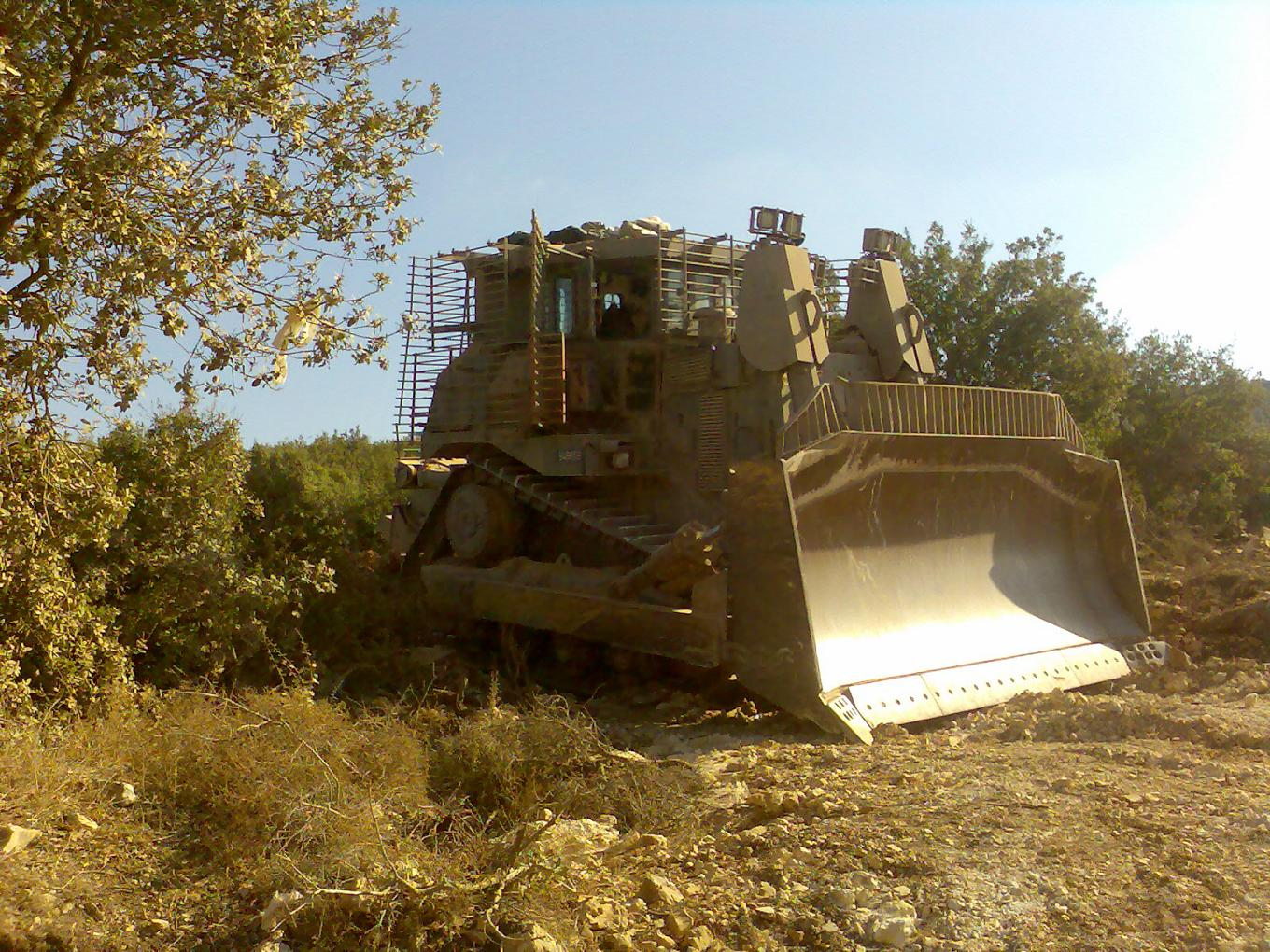
Бронированный D9R АОИ, с защитой от кумулятивных выстрелов.
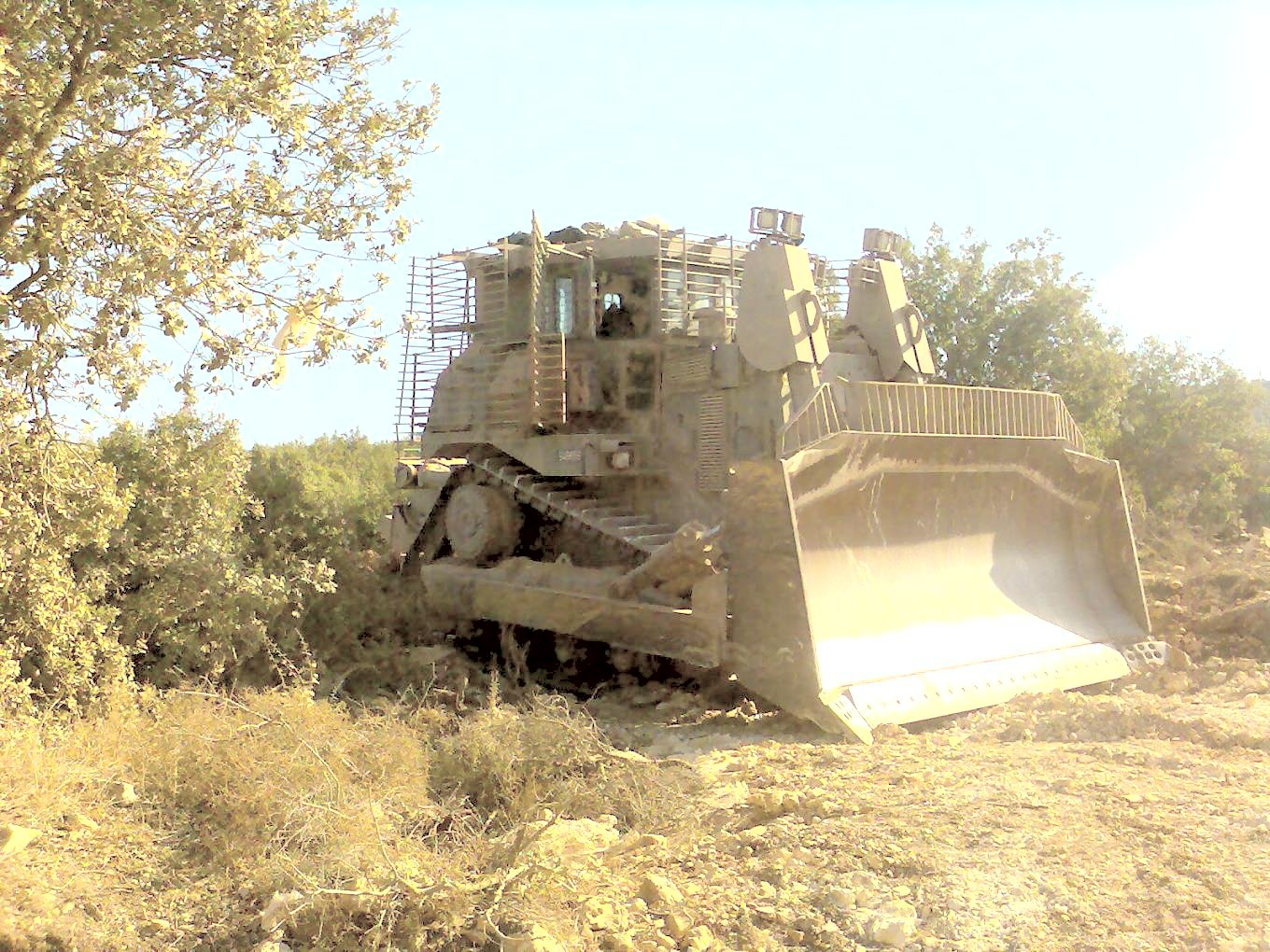
Бронированный D9R АОИ, с защитой от кумулятивных выстрелов.
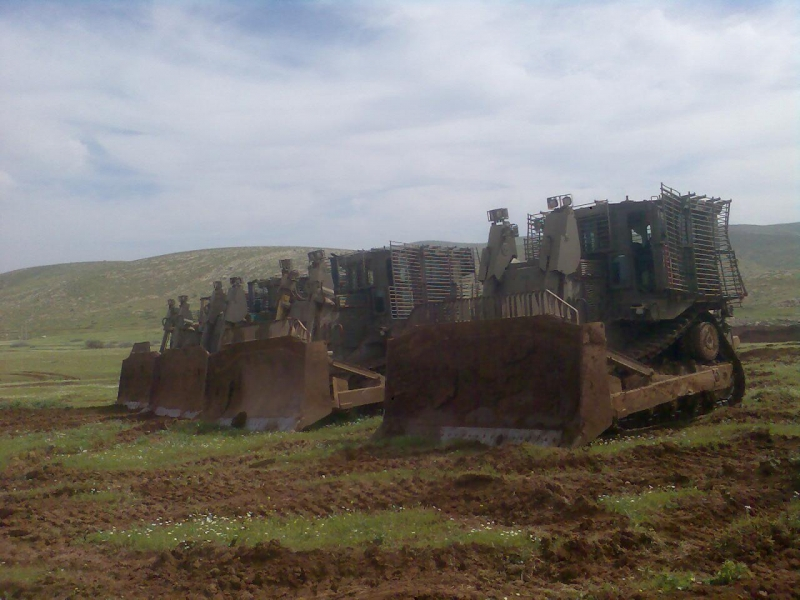
Бронированный D9R АОИ
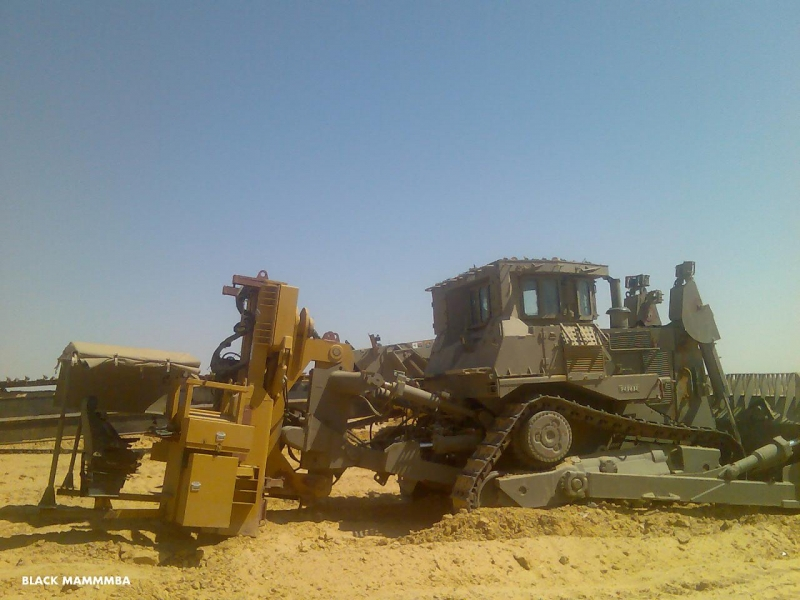
Израильский D9R с коническим буром
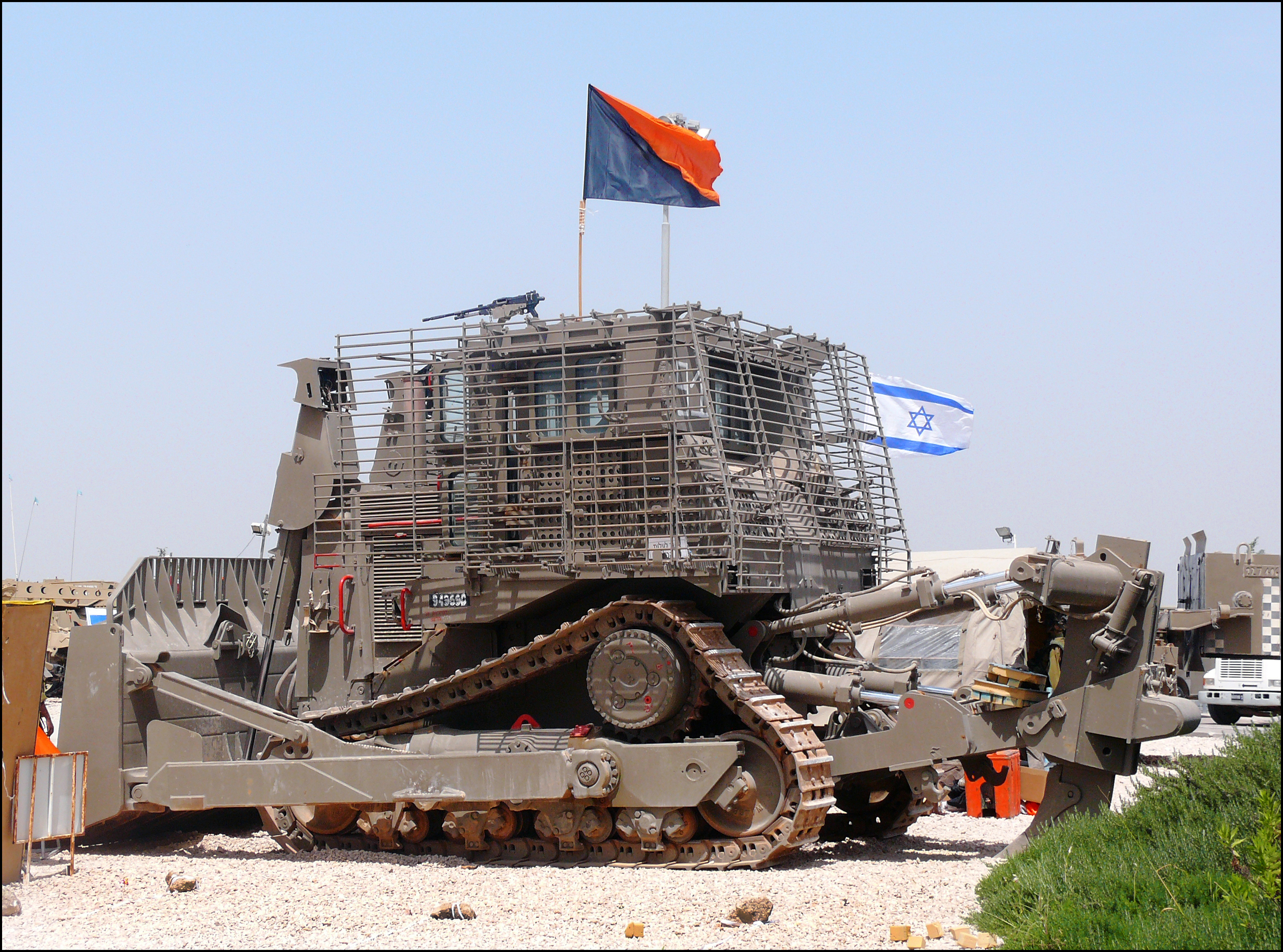

### США

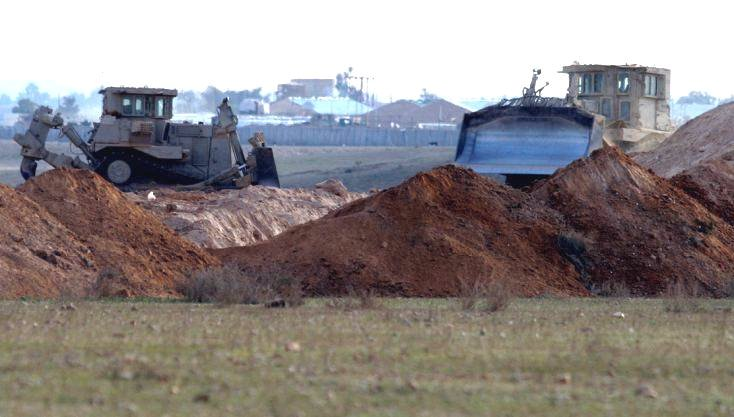
Бронированный CAT D9R USMC - корпуса морской пехоты США
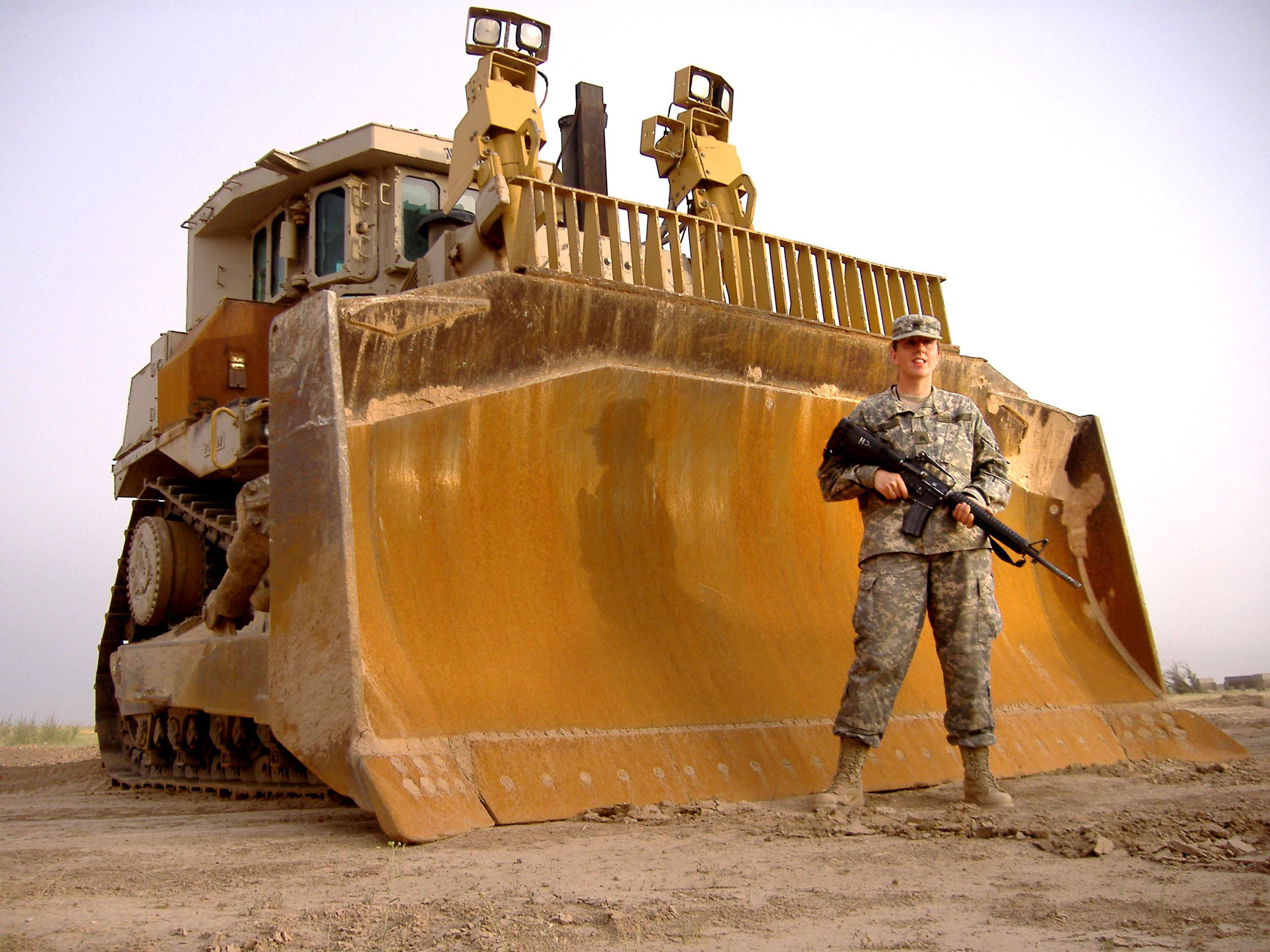
Сержант Гаил Грей позирует перед своим бульдозером D9 рядом с Тикритом.
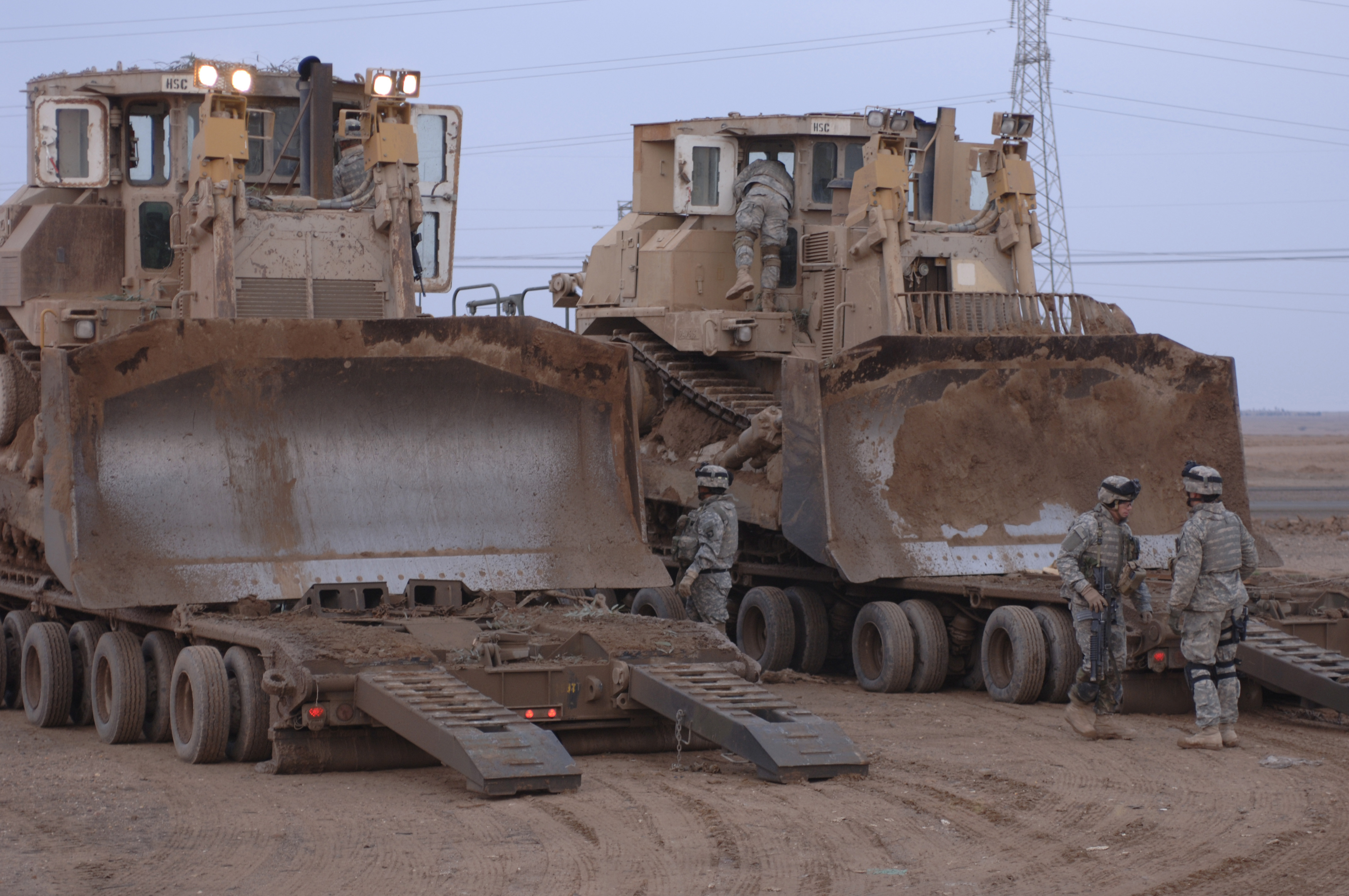
Бульдозер D9R армии США разгружается с тягачей